# Ellen von Unwerth
Pour les articles homonymes, voir Ellen.
Ellen von Unwerth est un mannequin et une photographe, née le 17 janvier 1954 à Francfort, alors en Allemagne de l'Ouest. Ses productions sont principalement des photos de charme et de mode.

## Biographie
La petite enfance de cette orpheline est loin d'être idéale[évasif]
.
Après ses études secondaires à Munich, elle est l'assistante d'un magicien de cirque pendant trois ans.

### Mannequin
À vingt ans, elle croise, dans une rue de Munich, un photographe qui lui suggère qu'elle pourrait faire carrière comme mannequin.
Elle déménage vers Paris, où elle pratique cette activité pendant dix ans
.

### Photographe
À Munich, elle prend quelques photos occasionnelles du cirque où elle travaillait.
À Paris, elle partage maintenant ses jours avec un photographe qui lui apprends les "trucs et astuces" du métier.
C'est donc tout naturellement qu'elle passe progressivement de l'autre côté de l'objectif.
C'est en 1989 qu'elle prend de Claudia Schiffer, pour une campagne de Guess, une photographie qui confirme cette orientation et la fait largement connaître
.
Elle travaille pour des magazines de mode comme Vogue, Vanity Fair, Interview, The Face, I-D, etc.,,,. 
En août 1989, Vogue publie The Great Plain, la photographie qu'elle a prise sous la direction de Grace Coddington.
Les sujets d'Unwerth sont des célébrités comme Kate Moss, Naomi Campbell, Nadja Auermann, Vanessa Paradis, David Bowie
,.
Elle contribue à numéros de la revue de photographie française Égoïste
,.
Son style — grain visible, cadrage serré, contrastes marqués en couleurs comme en noir et blanc — marque sa distance avec la photographie de mode conventionnelle, comme le montre sa série Revenge.[réf. souhaitée]
Elle a publié plusieurs livres de photographies et participé à la production de clips musicaux. 
Parmi ses photos photos célèbres (en elles-même our par leurs modèles), on peut citer :
| Titre          | Lieu          | Année | Périodique    | Modèles                               | Ellen von Unwith parle de la photo |
| -------------- | ------------- | ----- | ------------- | ------------------------------------- | ---------------------------------- |
| Penelope       | Paris         | 2003  | Vogue Espagne | Penelope Cruz                         | We explored her masculine side;    |
| The tramp      | Paris (Opéra) | 1993  | Vogue Italie  | Eva Herzigova                         |                                    |
| Sonate         | Paris         | 1990  | Vogue France  | Nadja Auermann, Kristen McMenamy (en) |                                    |
| Pâte à modeler | Bavière       | 2015  |               |                                       |                                    |
| No regrets     | Londres       | 2003  | I-D           | Naomi Campbell                        |                                    |
| In love        | Cannes        | 2013  | ?             | Fan Bingbing                          |                                    |

## Livres
- 1994 : Snaps, 1994 (ISBN 0-944092-29-2)
- 1995 : Wicked, 1999, 56 p. (ISBN 3-88814-899-5)
- 1998 : Couples, 1998 (ISBN 3-8238-0367-0)
- 2003 : Revenge, 2003, 236 p. (ISBN 1-931885-14-1)
- 2005 : (en) Omahyra & Boyd, Paris, Kamel Mennour / Paris musées, 2005, 120 p. (ISBN 2-914171-20-X)
- 2005 : Plumes et Dentelles : autour des parures de Chantal Thomass, Paris, Ramsay, 2005, 124 p. (ISBN 2-84114-772-X)
- 2009 : Fräulein, 2009 (ISBN 978-3-8365-1477-4) (collectors). (en) Fräulein (trad. de l'allemand), Köln/Paris, Taschen, 2011 (ISBN 978-3-8365-2808-5) (réédition).
- 2012 : The Story Of Olga, 2012, 350 p. (ISBN 978-3-8365-3980-7 et 3-8365-3980-2)
- 2017 : Heimat, Taschen, 2017

## Expositions
- 2003 : Revenge - Camera Work (Berlin), Kammel Mennour (Paris), Staley Wise (New-York)
- 2005 : Omahyra & Boyd - Kammel Mennour (Paris)
- 2007 : Be Fabulous - C5 Art Center (Beijing)
- 2009 - Fräulein - Kammel Mennour (Paris), Staley Wise (New-York), Camera Work (Berlin), Michael Hoppen (London)
- 2010 - Le Cinema d'Ellen - Le Bon Marché (Paris)
- 2011 - Photographs - Fahey / Klein (Los Angeles)
- 2011 - Berlin at Night - NRW (Düsseldorf)
- 2012 - Do not Disturb! - Michael Hoppen (London)
- 2012 - The Story of Olga - Camera Work (Berlin)
- 2012 - Caught! - Izzy Gallery (Toronto)
- 2013 - Playdate - Staley Wise (New-York)
- 2013 - Made in America - Fahey / Klein (Los Angeles)
- 2013 - Little Beast - acte2galerie (Paris)
- 2014 - My Way - Izzy Galerie (Toronto
- 2015 - Rebel Youth - Galerie 208/Archive 18-20 en collaboration avec 7POST (Paris)
- 2016 - Happy Views - Kamil Art Gallery & Magdalena Gabriel Fine Art (Monaco)
- 2016 - Wild Wild West - Photokina (Cologne)
- 2016 - Goldie - Triumph Gallery x Numéro Russia ( Moscow)
- 2017 - Heimat - Taschen (Los Angeles), Oberstdorf Fotogipfel (Oberstdorf), Immagis (Munich)
- 2018 - Devotion! 30 Years of Photographing Women - Fotografiska Museum (Stockholm)
- 2018 - Divas - Mario Cohen (Sao Paulo)
- 2018 - Ladyland - Opera Gallery (London)
- 2018 - Guilty Pleasure - La Hune (Paris)

## Films
- Ma femme s'appelle reviens, Röschen, 1981
- I create myself, Demi Moore, 1997
- Naomi, Katherine Hammett

## Clips
- Bring it On - N’Dea Davenport, 1998
- Electric Barbarella - Duran Duran, 1997
- Ain’t Nuthin’ But a She Thang - Salt-N-Pepa, 1995
- Are ‘Friends’ Electric ? - Nancy Boy, 1995
- Femme Fatale - Duran Duran, 1993
- I Will Catch You - Nokko, 1993

## Distinctions

### Prix cinématographiques
- 2013 - A Shaded View of Fashion no 6 - Sister Act / Beauty Prize
- 2013 - La Jolla International Film Festival - Bus Stop with Amber heard and Silviu Tolo / Official Selection
- 2013 - ASVOFF x MoBA - Red Handcuffs shot for Vs. Magazine / "Fetish" Grand Prize Winner
- 2014 - La Jolla International Film Festival - Crystals and the Postman are a Girl's Best Friend for Sister by Sibling  and Swaroski / Best Hairstyling
- 2015 - Oslo Trend Film Festival - Chantal Thomass for Madame Figaro Magazine / Best Commercial Film